# إيلينا أوانا أنتونيسكو

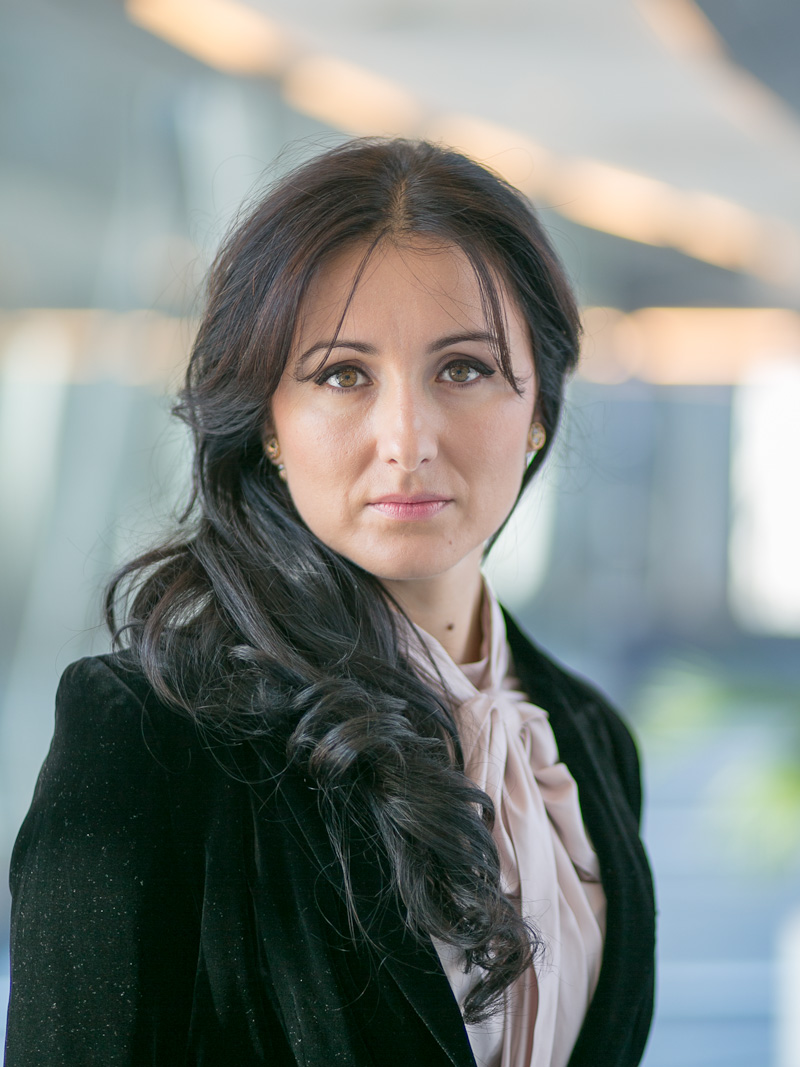
إيلينا أوانا أنتونيسكو

إيلينا أوانا أنتونيسكو (ولدت في 30 ديسمبر 1979 ، في ترجوفيشت، رومانيا) سياسية رومانية ومحامية وعضو في البرلمان الأوروبي (MEP). عضو في الحزب الديمقراطي الليبرالي منذ عام 2001 ، وهي جزء من حزب الشعب الأوروبي (الديمقراطيون المسيحيون) وأصبحت عضوًا في البرلمان الأوروبي في 16 يونيو 2009.